# Enlairament de llargària zero

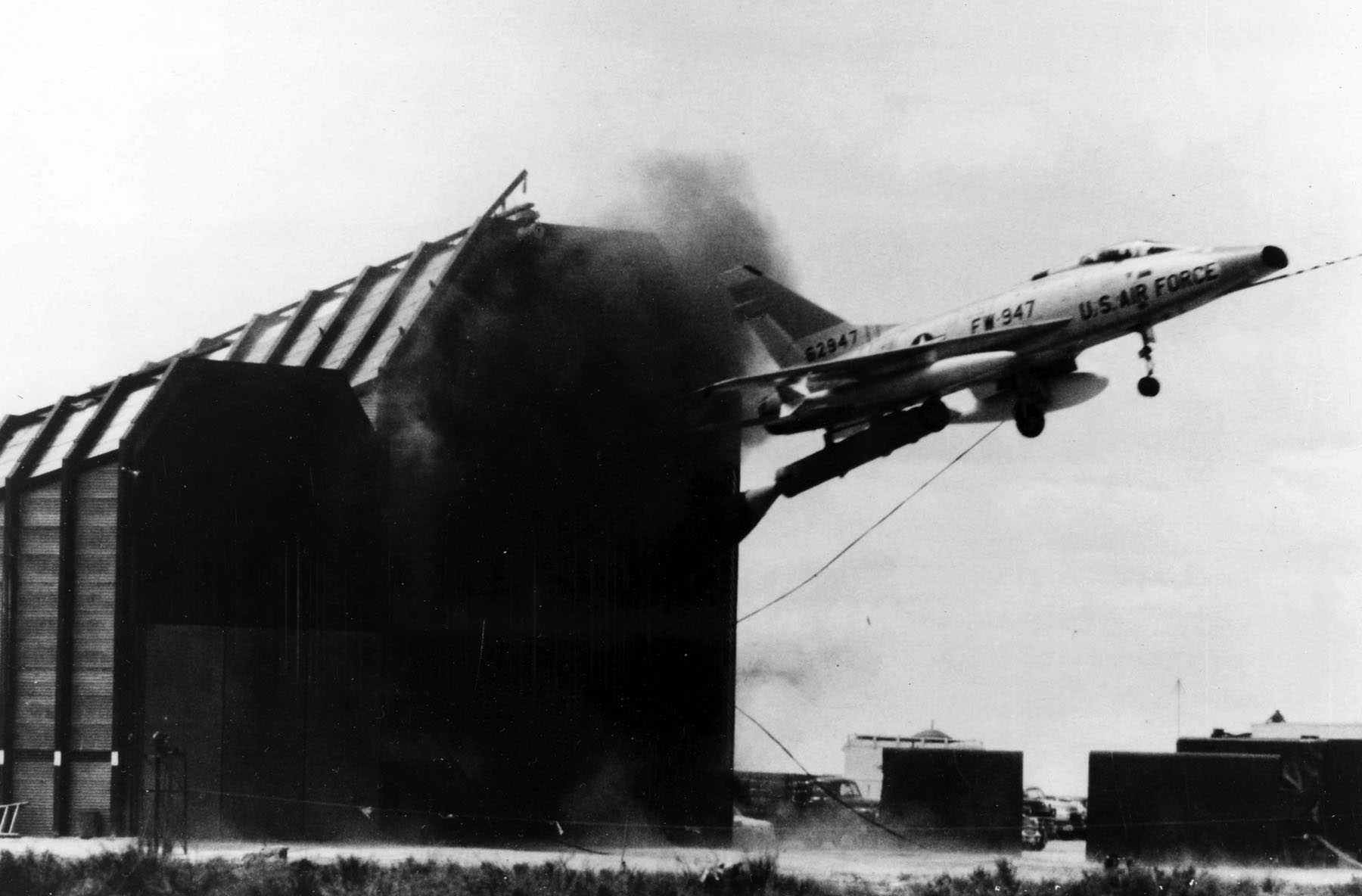
Imatge del moment de l'enlairament d'un North American F-100D Super Sabre amb capacitat ZLL.

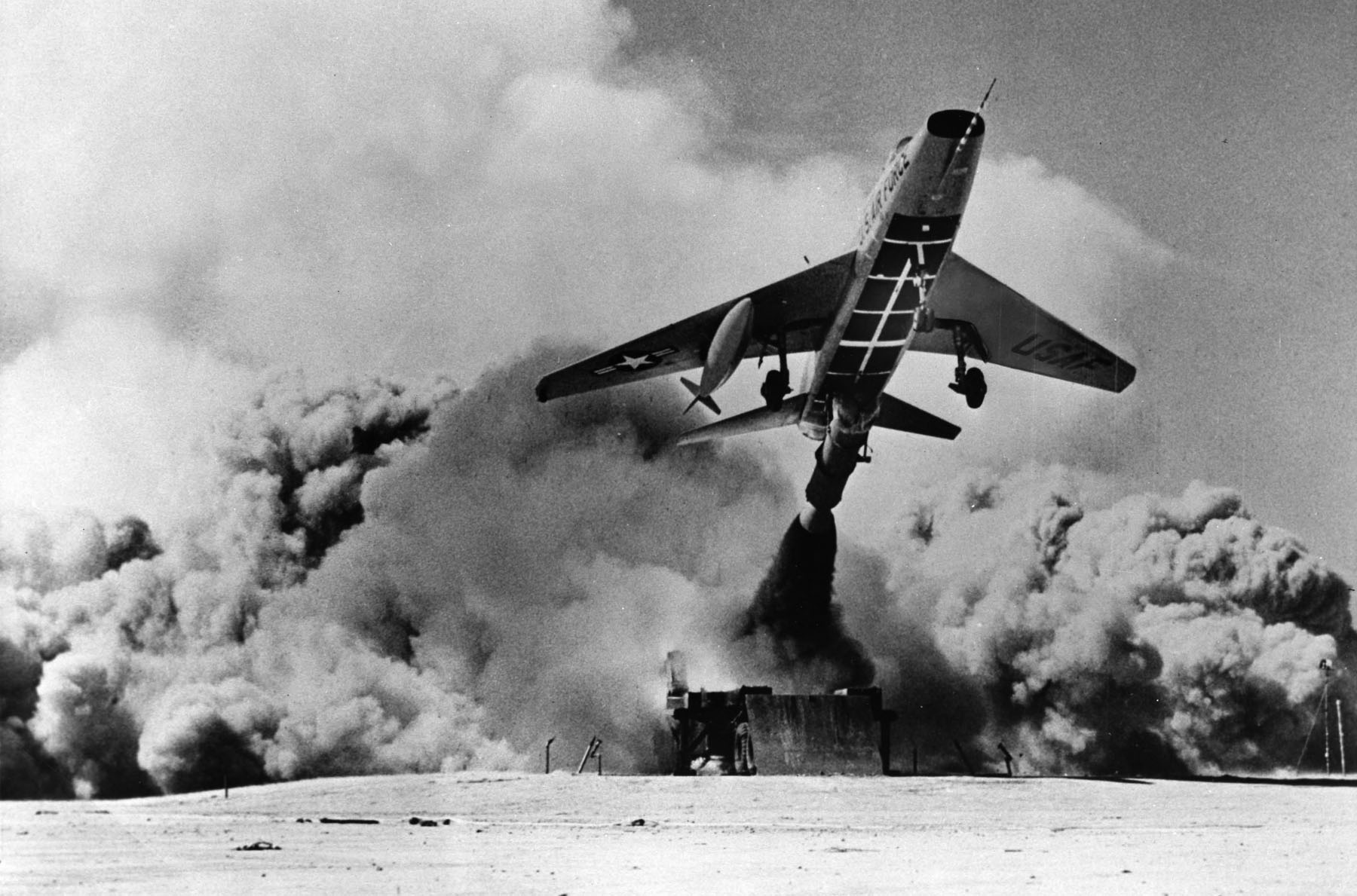
Imatge del moment de l'enlairament d'un North American F-100D Super Sabre amb capacitat ZLL.

L'enlairament de llargària zero, també conegut com a ZLL (acrònim en anglès de Zero lenght Launch) o ZLTO (Zero lenght Take-Off), és un sistema d'enlairament consistent a col·locar els caces a reacció i avions d'atac en coets connectats a plataformes mòbils de llançament. La majoria dels experiments d'aquest tipus van ocórrer en els anys 50, durant la Guerra Freda.
L'avantatge primàri d'aquest sistema, és l'eliminació de la necessitat d'un aeròdrom, que resulta vulnerable per als enlairaments. En cas d'un atac sobtat, les forces aèries podrien presentar una defensa aèria i llançar atacs aeris tot i tenir les seves pròpies bases destruïdes. Llançant l'avió amb coets elevadors, el sistema va demostrar no tenir problemes, però els sistemes de llançament de longitud zero encara requerien una pista d'aterratge convencional per permetre que l'avió aterrés. El llançador mòbil va resultar ser també massa voluminós i difícil de mantenir econòmicament. La seguretat també hauria estat una funció realitzable amb llançadors mòbils, sobretot si eren equipats amb avions d'atac nuclears.
Les Forces Aèries dels Estats Units d'Amèrica, la Luftwaffe, i les Forces Aèries Soviètiques van ser les que van experimentar amb enlairaments de longitud zero. Tots els treballs sobre els avions amb aquestes característiques es van abandonar a causa de preocupacions logístiques i l'eficàcia creixent dels míssils balístics, encara que gràcies a aquests projectes es van poder desenvolupar avions amb característiques STOL (enlairament i aterratge curt) i VTOL (enlairament i aterratge vertical).

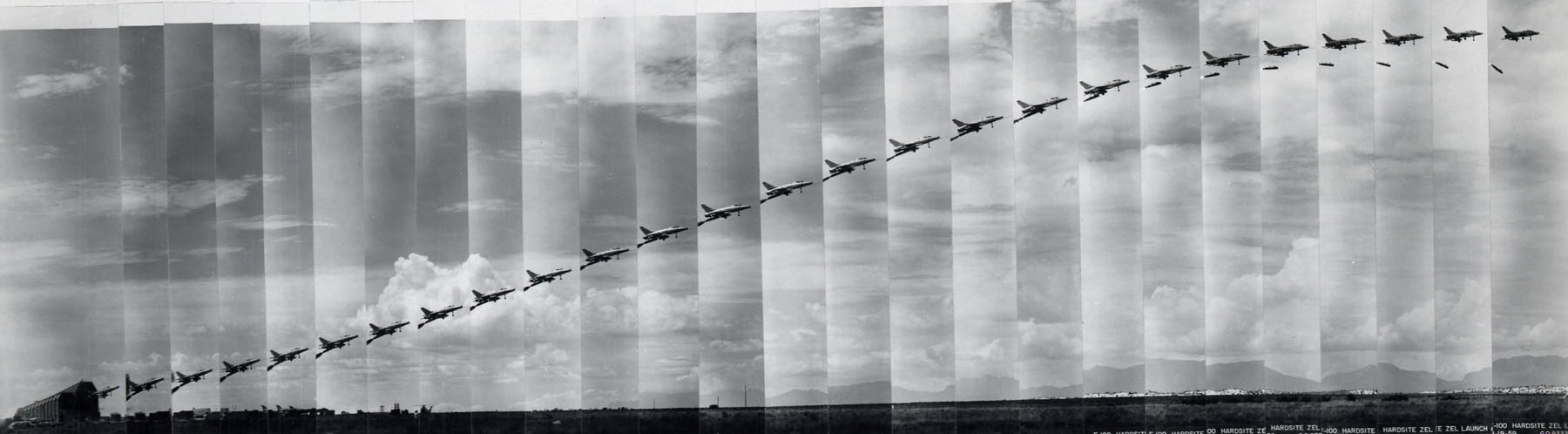
Seqüència d'imatges de l'enlairament d'un North American F-100D Super Sabre amb capacitat ZLL.

## Avions involucrats en experiments ZLL
- Republic F-84 Thunderjet
- North American F-100 Super Sabre
- Lockheed F-104 Starfighter
- Mikoian-Gurévitx MiG-19
- North American XF-108 Rapier